# DNAME Resource Record
Der DNAME Resource Record dient dazu, im Domain Name System die Zuständigkeit für eine bestimmte Sub-Zone an eine andere Domain zu delegieren. Im Gegensatz zum CNAME, der nur für einen einzelnen Hostname gilt, gilt der DNAME für alle diesem Hostnamen untergeordneten Hosts.

## Syntax
```
<Name>
  IN  DNAME  
<Ziel>
```

## Beispiele
Im Folgenden nun ein Beispiel und der Unterschied zum CNAME-Record:
```
subdomain.example.com. IN  DNAME host.example.org.
```

Dieser Record sorgt dafür, dass Anfragen für Hosts in der Domain „subdomain.example.com“ delegiert werden an „host.example.org“. Eine Anfrage an „www.srv1.subdomain.example.com.“ wird vom DNS-Server umgesetzt in „www.srv1.host.example.org“. Damit ähnelt der DNAME-Resource-Record sehr dem CNAME, welcher allerdings nur einen einzelnen Host umleitet. Ist beispielsweise nur folgender Record angelegt,
```
subdomain.example.com. IN  CNAME host.example.org.
```

würde eine Abfrage nach „srv1.subdomain.example.com.“ scheitern, da der CNAME nur den genannten Host und keine weiteren Hosts in dieser Zone betrifft.

## Verwendungszwecke des DNAME Resource Record
Hauptsächlich verwendet wird der DNAME Resource Record, um zum Beispiel bei IPv6 die Rückwärtsauflösungen für ein bestimmtes Subnetz an einen anderen Nameserver weiterzuleiten. Dazu wird beim Provider folgender Record angelegt (für das Präfix 2001:db8::/48):
```
0.0.0.0.8.b.d.0.1.0.0.2.ip6.arpa. DNAME example.com.
```

Dann werden PTR-Anfragen für IP-Adressen in diesem Präfix „umgeschrieben“ auf „example.com“. Eine Anfrage für „1.0.0.0.0.0.0.0.0.0.0.0.0.0.0.0.0.0.0.0.0.0.0.0.8.b.d.0.1.0.0.2.ip6.arpa.“ (die Rückwärtsauflösungsdomain für „2001:db8::1“) wird dann umgeschrieben in „1.0.0.0.0.0.0.0.0.0.0.0.0.0.0.0.0.0.0.0.example.com.“ und kann von den für example.com autoritativen Nameservern beantwortet werden.